# Silbomyia hoeneana
Silbomyia hoeneana är en tvåvingeart som beskrevs av Günther Enderlein 1936. Silbomyia hoeneana ingår i släktet Silbomyia och familjen spyflugor. Inga underarter finns listade i Catalogue of Life.